# Asura aureata
Asura aureata là một loài bướm đêm thuộc phân họ Arctiinae, họ Erebidae.